# Пйонтниця-Подуховна
Пйонтниця-Подуховна (пол. Piątnica Poduchowna) — село в Польщі, у гміні Пйонтниця Ломжинського повіту Підляського воєводства.
Населення — 1840 осіб (2011).
У 1975-1998 роках село належало до Ломжинського воєводства.

## Демографія
Демографічна структура станом на 31 березня 2011 року:
|          | Загалом | Допрацездатний вік | Працездатний вік | Постпрацездатний вік |
| -------- | ------- | ------------------ | ---------------- | -------------------- |
| Чоловіки | 891     | 172                | 627              | 92                   |
| Жінки    | 949     | 165                | 598              | 186                  |
| Разом    | 1840    | 337                | 1225             | 278                  |